# 李志 (北魏)
李 志（り し、生没年不詳）は、北魏の軍人。字は鴻道。本貫は頓丘郡衛国県。

## 経歴
李彪の子として生まれた。博学で才幹があり、十数歳で文章を作ることができた。李彪はこれを珍しく思って、「子（崔鴻）と鴻道（李志）は洛陽で二鴻とされている」と崔鴻にいった。崔鴻は李志と親しく交友し往来するようになった。李志は後に符璽郎中・徐州平東府司馬となった。軍功により後軍将軍・中散大夫・輔国将軍・永寧寺典作副将を歴任した。正光2年（521年）に桓叔興が離反して南荊州が荒廃すると、李志は領軍の元叉に才能を見込まれて南荊州刺史に抜擢され、征虜将軍の号を加えられた。建義元年（528年）、北魏から離反して南朝梁に入った。李志の晩年は知られていない。

## 伝記資料
- 『魏書』巻62 列伝第50
- 『北史』巻40 列伝第28